# Stane Ivanov
Stane Ivanov, slovenski pisatelj, * 20. marec 1964, Ljubljana, Slovenija.

## Življenje
Stane Ivanov se je rodil 20. marca 1964 v Ljubljani. Obiskoval je OŠ Valentina Vodnika. Leta 2007 je bila v reviji Otroci objavljena njegova prva pravljica z naslovom Bilko pomaga čebelici Eli. Pravljice s pomočjo malih inštrumentov in marionete s podobo Bilka pripoveduje otrokom. Obiskuje vrtce, šole, rojstnodnevne zabave, kjer otrokom predstavlja svoje pravljice.

## Delo
Do leta 2010 je izdal eno pravljico z naslovom Bilko pomaga čebelici Eli.